# 国定忠治
国定 忠治（くにさだ ちゅうじ、忠次とも、文化7年（1810年） - 嘉永3年12月21日（1851年1月22日））は、江戸時代後期の侠客である。「国定」は生地である上野国（上州）佐位郡国定村に由来し、本名：長岡忠次郎。
後に博徒となって上州から信州一帯で活動し、「盗区」として一帯を実質支配する。天保の大飢饉で農民を救済した侠客として、講談・浪曲や映画、新国劇、大衆演劇などの演劇の題材となった。特に新国劇の『國定忠治』は劇団の財産ともなり、劇団解散まで繰り返し上演された。赤城天神山の場での台詞「赤城の山も今夜を限り」は歌舞伎の決め台詞ばりに普及した（後述）。 
群馬県伊勢崎市国定町の金城山養寿寺と群馬県伊勢崎市曲輪町の善應寺に墓がある。
現在まで残っている彼の肖像画は、足利の画家である田崎草雲の手によるもの。茶店で一度すれ違っただけだが、そのときの印象を絵に残したとされる。

## 生涯

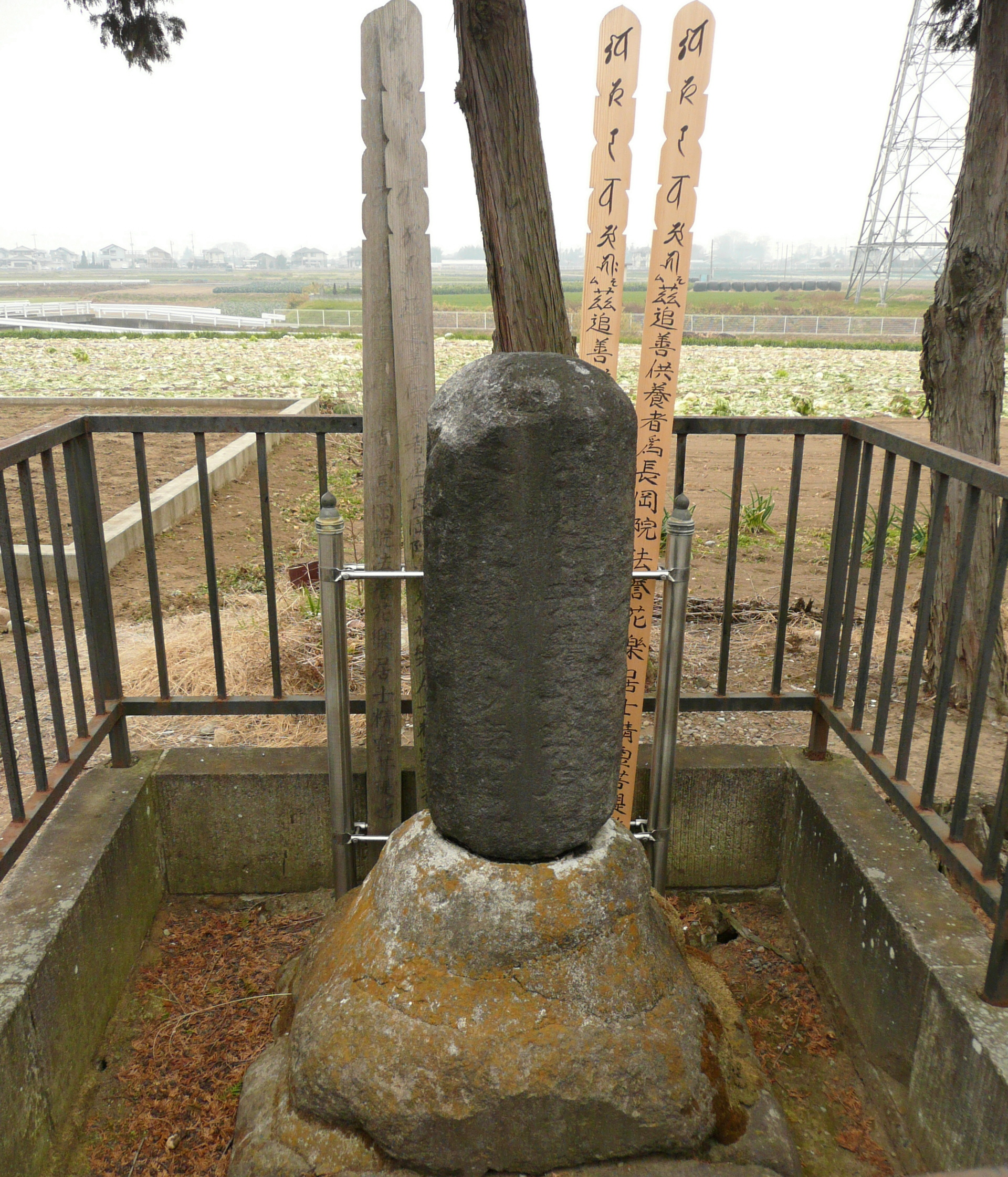
養寿寺にある墓
周囲が柵で囲われている。

上野国佐位郡国定村（旧：佐波郡東村国定地区、現在の群馬県伊勢崎市国定町）の豪農の家に生まれる。国定村は赤城山南麓の村で、生業は米麦栽培のほか農間余業として養蚕も行われており、長岡家でも養蚕を行っている。長岡家の菩提寺である養寿寺の墓碑によれば父は、国定村の百姓与五左衛門、母は弘化2年（1845年）5月14日に死去している。
父与五左衛門が文政2年（1819年）5月20日に死去したため、忠治は青年期に無宿となり、家督は弟の友蔵が継ぐこととなった。弟の友蔵（ - 明治11年（1878年））は養蚕のほか糸繭商を興し、無宿となった忠治を庇護している。忠治や友蔵は長岡家の菩提寺である養寿寺で寺子屋を開く住職貞然に学んでいると考えられており、養寿寺には友蔵の忠治宛金借用証文も残されている。
忠治は上州勢多郡大前田村（群馬県前橋市）の博徒大前田英五郎の縄張りを受け継いで百々村（どうどうむら）の親分となり、日光例幣使街道、間宿の境町を拠点とする博徒で英五郎と敵対する島村伊三郎と対峙する。忠治は伊三郎の縄張りを荒らし捕らえられたが、伊三郎から助命された。しかし忠治は伊三郎に怨恨を抱き、子分の三木文蔵が伊三郎の一派と諍いをおこしたのをきっかけとして、天保5年（1834年）、忠治は伊三郎を殺しその縄張りを奪うと、一時関東取締出役の管轄外であった信州へ退去し、上州へ戻ると一家を形成した。
その後は日光例幣使街道の玉村宿を本拠とする玉村京蔵・主馬兄弟と対立し、天保6年（1835年）には玉村兄弟が山王堂村の民五郎（山王民五郎）の賭場を荒らしたことを発端に対立が激化、山王民五郎に子分二人を差し向けて玉村兄弟を襲撃し駆逐する。また、忠治はこのころ発生した天保の大飢饉に際して家財を売り払って国定村の住民に施しをしたと伝わるが、この話は群馬県高崎市生れの在野の歴史家・田村栄太郎により否定されている。ただ、羽倉簡堂が関東代官として支配所村々を巡視した天保8年（1837年）当時の日記「済菑録」にも「山中ニ賊有リ、忠二ト曰フ、党ヲ結ブコト数十、客冬来、屡孤貧ヲ賑ス」とあり（類似の記載は忠治の死後に記された「赤城録」にも認められる）、その実態は別として忠治が貧民救済に奔走していたこと自体は否定できない。その後、天保9年（1838年）には世良田の賭場が関東取締出役の捕手により襲撃され三木文蔵が捕縛され、忠治は文蔵奪還を試みるが失敗し、関東取締出役の追求が厳しくなったため逃亡する。忠治は文蔵に加え子分の神崎友五郎や八寸才助らも処刑され一家は打撃を受けた。天保10年（1839年）には幕府は関東取締出役の不正を摘発し人員を一新して体制の強化も図った（この際、新たに任命された一人が羽倉簡堂が代官時代の手代である中山誠一郎）。
天保12年（1841年）には忠治の会津逃亡中に玉村主馬が山王民五郎を殺害して反撃にでると、翌年正月に忠治は帰還し主馬を殺害した。さらに同年8月には関東取締出役の道案内（目明し）を務める三室勘助・太良吉親子を殺害し、勘助殺しにより中山誠一郎ら関東取締出役は警戒を強化し忠治一家の一斉手配を行う。また、天保13年には老中・水野忠邦が将軍徳川家慶による日光参詣を67年ぶりに企図し、同年4月13日から4月21日にかけて実施された。これに伴い博徒・無宿の取り締まりを強化した。忠治は信州街道の大戸（後の群馬県吾妻郡東吾妻町）の関所を破り会津へ逃れるが、日光円蔵や浅次郎らの子分を失っている。
その後、忠治は弘化3年（1846年）に上州に帰還するがこのころには中風を患い、嘉永2年（1848年）には跡目を子分の境川安五郎に譲る。忠治は上州に滞在し盗区において匿われていたが、翌嘉永3年8月24日（1850年9月29日）には田部井村名主家において関東取締出役によって捕縛され、一家の主要な子分も同じく捕縛された。捕縛後は江戸の勘定奉行池田頼方の役宅に移送され取調べを受け、小伝馬町の牢屋敷に入牢。博奕・殺人・殺人教唆等罪名は種々あったが、最も重罪である大戸関所の関所破りにより時の勘定奉行・道中奉行池田頼方の申し渡しによって上野国吾妻郡大戸村大戸関所（群馬県吾妻郡東吾妻町大戸）に移送され、大戸処刑場で磔の刑に処せられる。享年41。
忠治の遺体は三日間晒された後に取り捨てられた。首を含めた遺体は何者かに盗まれ、国定村の養寿寺住職・法印貞然の「一札」によれば、貞然は忠治の首を密かに寺に貰い受け、供養したという。その後、関東取締出役が探索を強化し、貞然は忠治の首を再び掘り起こすと別の場所に秘匿したという。貞然の「一札」によれば、戒名は「長岡院法誉花楽居士」。
忠治の十三回忌にあたる文久元年（1861年）には貞然が死去し、同年9月には大戸村の土屋重五郎・本宿村もしくは大柏木村の霞藤左衛門を世話人として、大戸刑場跡に忠治地蔵が造立された。また、群馬県伊勢崎市曲輪町に所在する善應寺には忠治の妾・菊池徳が造立した「情深墳」があり、忠治の戒名を「遊道花楽居士」としている。
明治15年（1882年）には長岡家の嗣子である権太により忠治夫妻の墓誌が建立され、碑銘は元伊勢崎藩の儒者・新井雀里が手がけている。

## 関連史跡・名所

### 群馬県
- 養寿寺・長岡忠治之墓（伊勢崎市）
- 善應寺・情深墳（伊勢崎市）
- 称念寺・家鴨塚（玉村町）
- 忠治とまどいの松（東吾妻町）
- 忠治地蔵（東吾妻町）
- 大戸関所（東吾妻町）
- 赤城温泉郷・忠治温泉（前橋市）

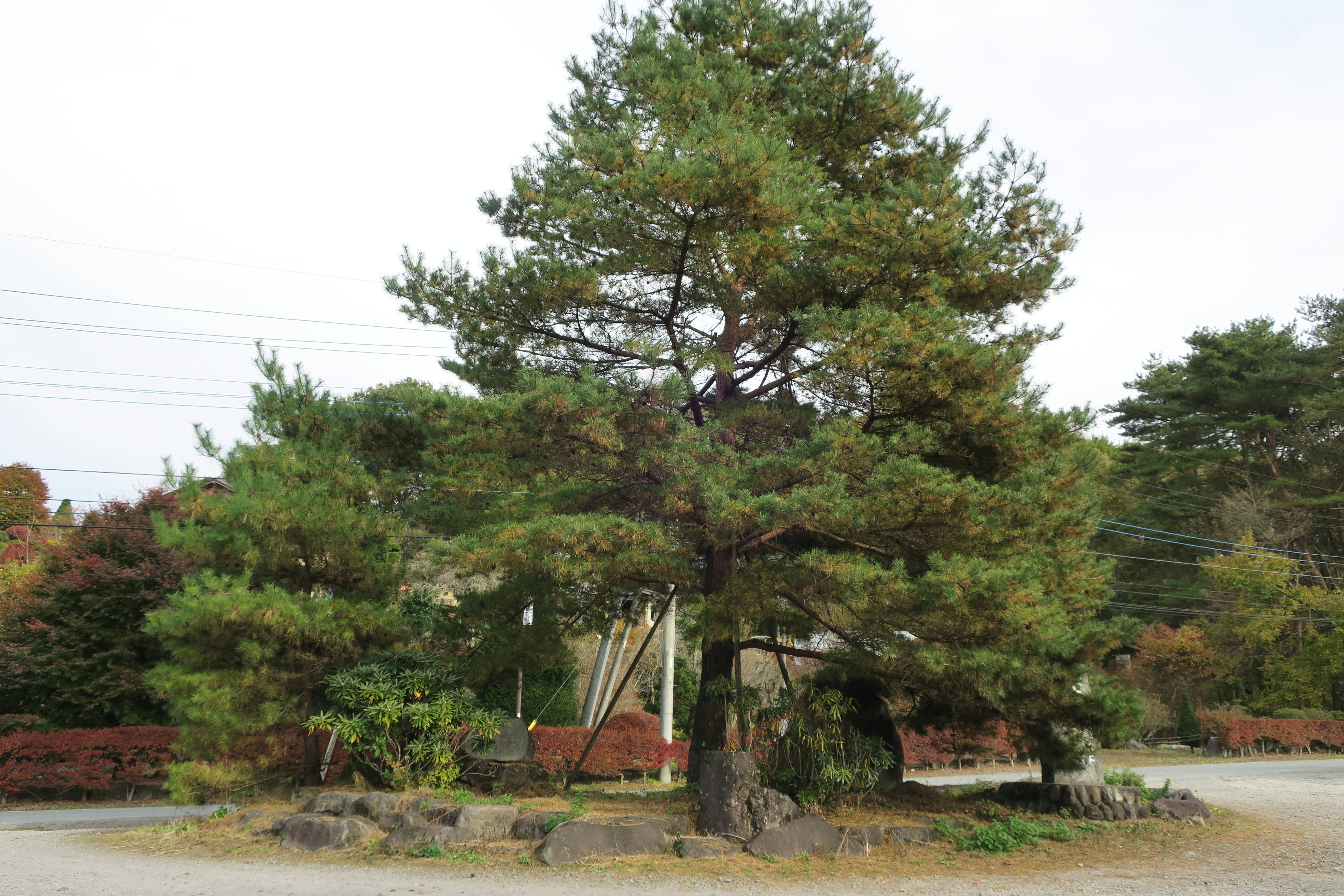
忠治とまどいの松
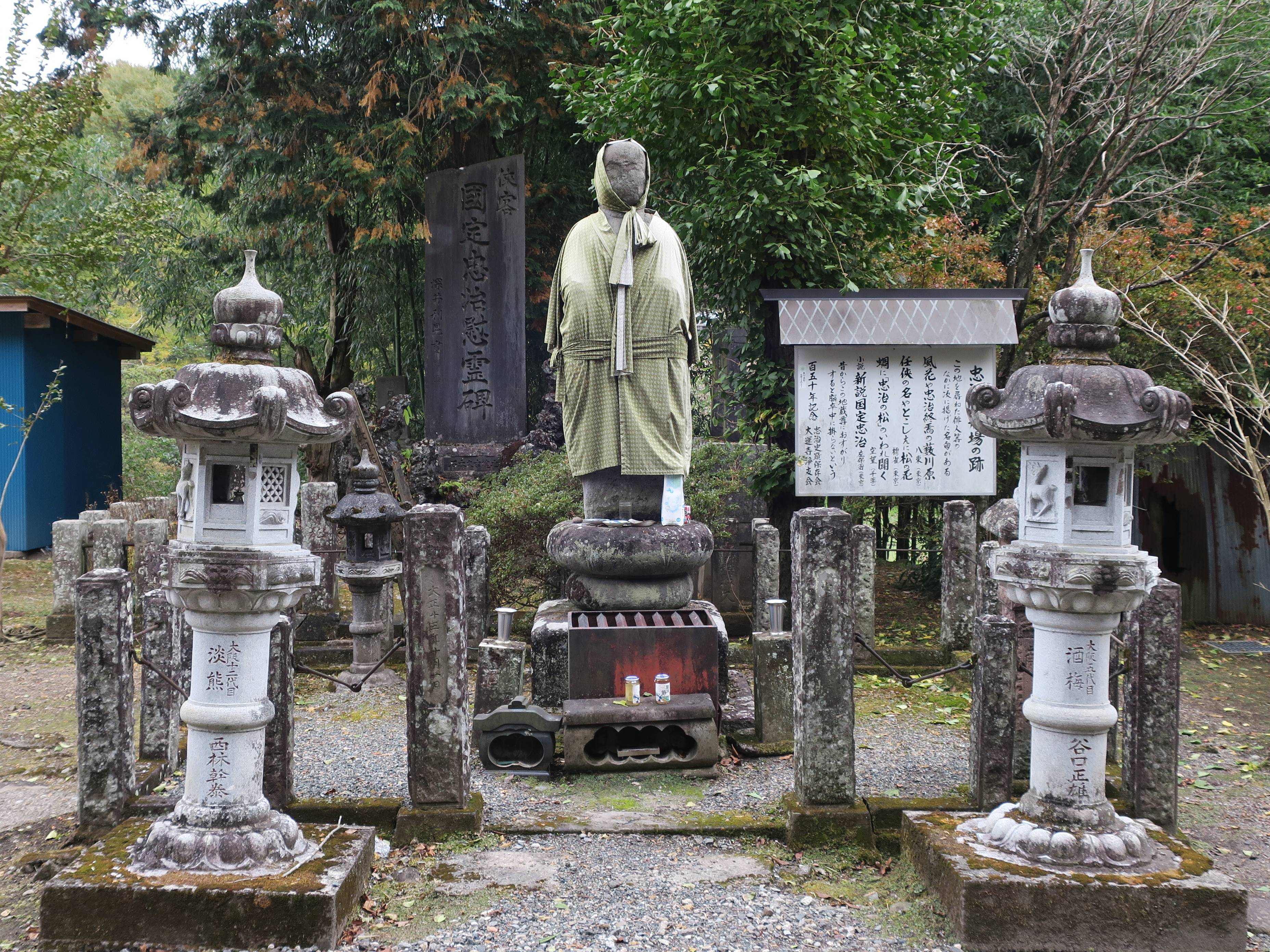
忠治地蔵
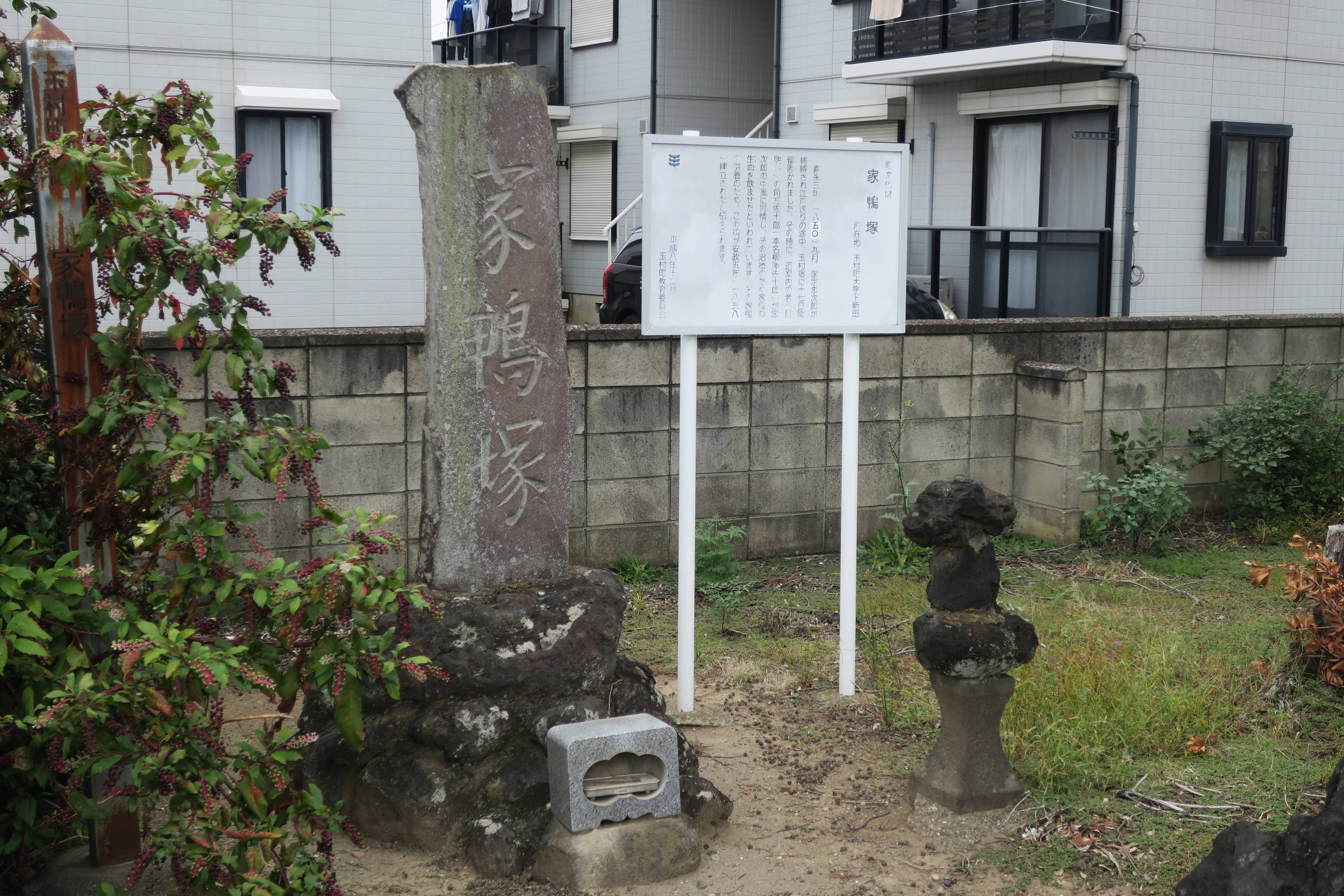
家鴨塚
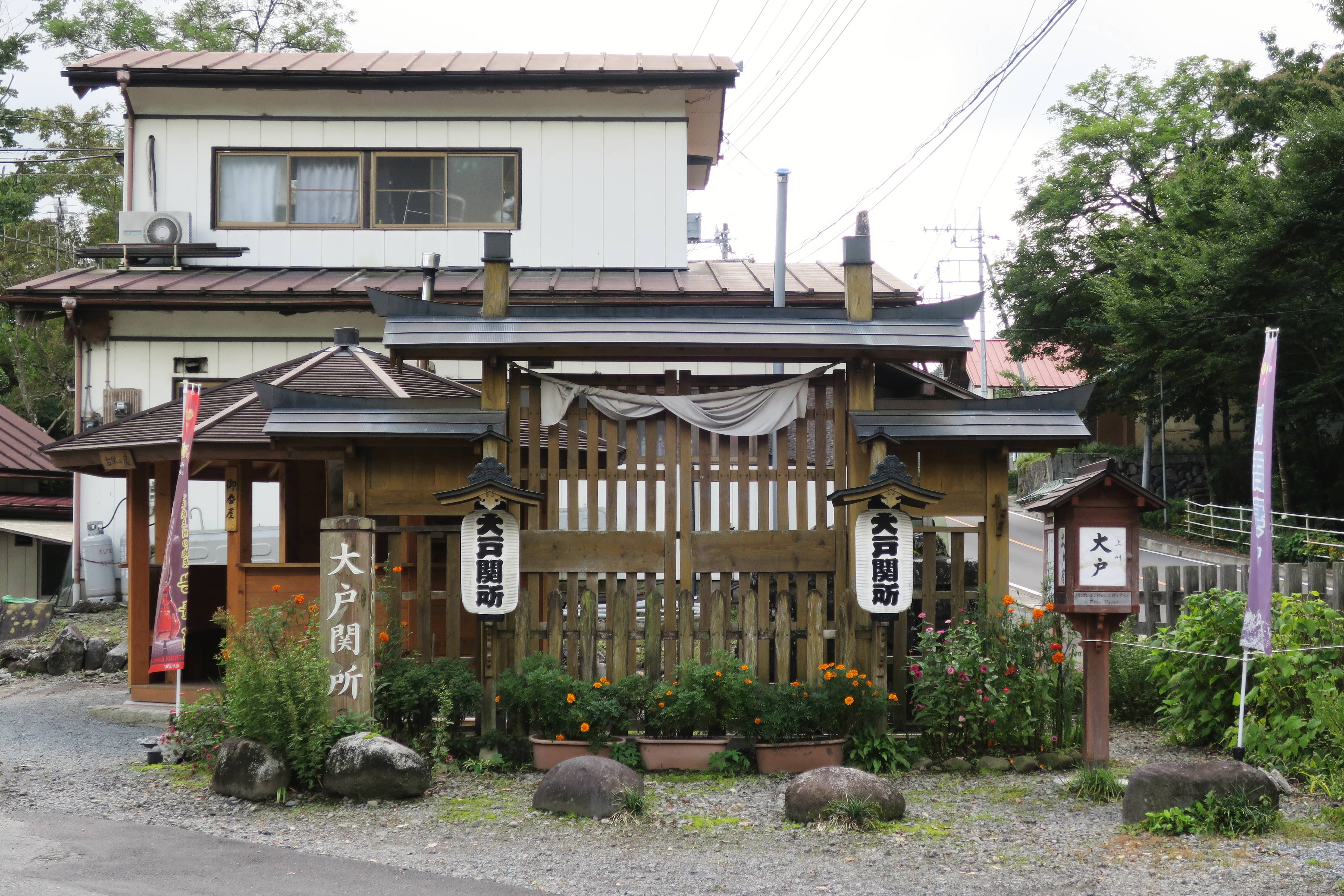
大戸関所
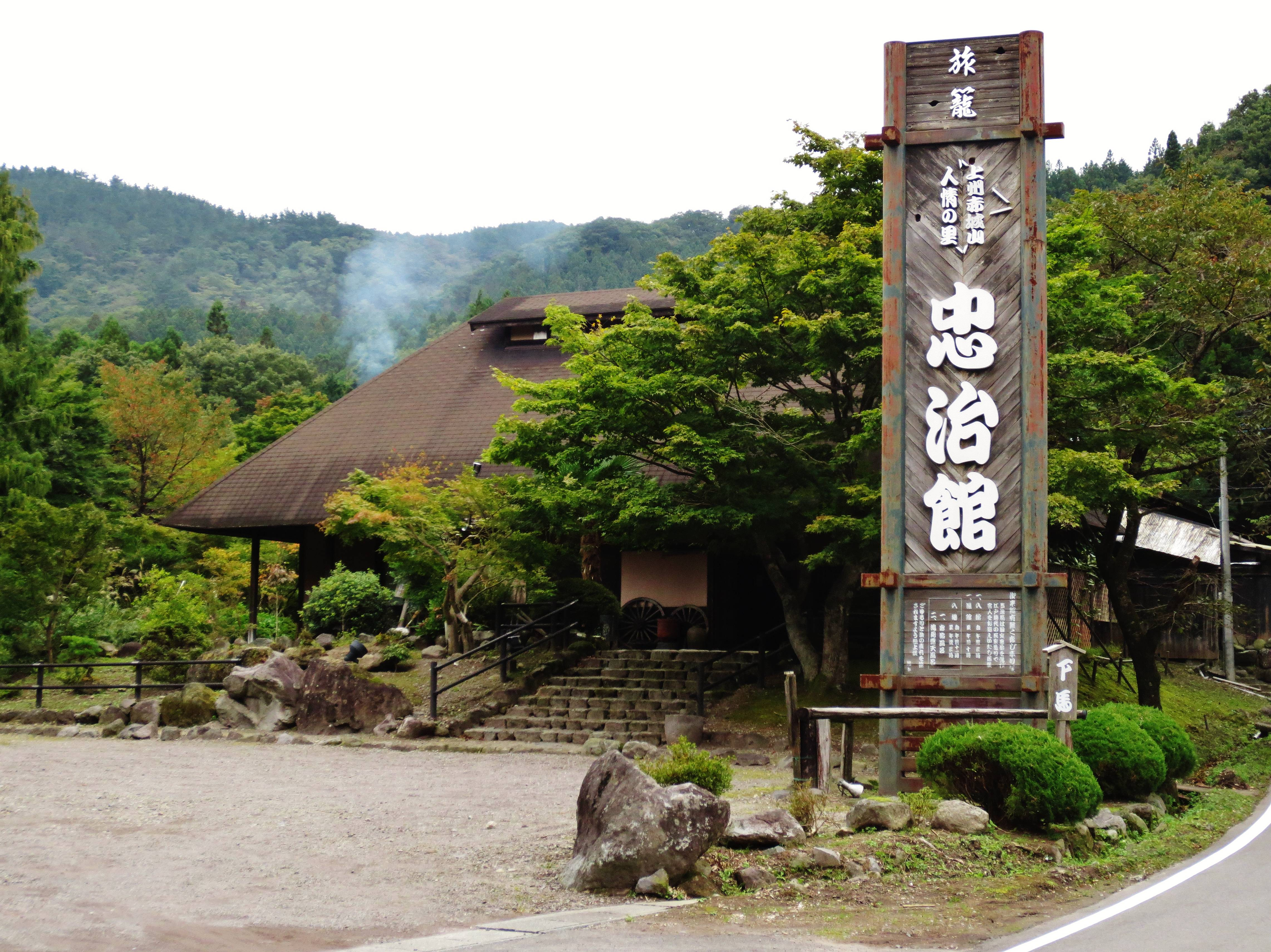
忠治温泉

### 長野県
- 須坂市上町の寿泉院にある「地蔵堂」[16]。
- 長野市権堂町、秋葉神社境内にある「国定忠治の墓碑」[16]。
- 志賀高原硯川ホテル前の前山リフト乗り場付近にある「忠治の隠れ岩」[16]。
- 野沢温泉村に再建された「忠治地蔵」[16]。
- 中野市松崎の八ケ郷用水取入口付近の国定忠治が渡ったと言い伝えられている石橋[16]。
- 「草津道（忠治）の石橋」。保存会により石橋の案内石碑の設置と草津道の復元が行われた。

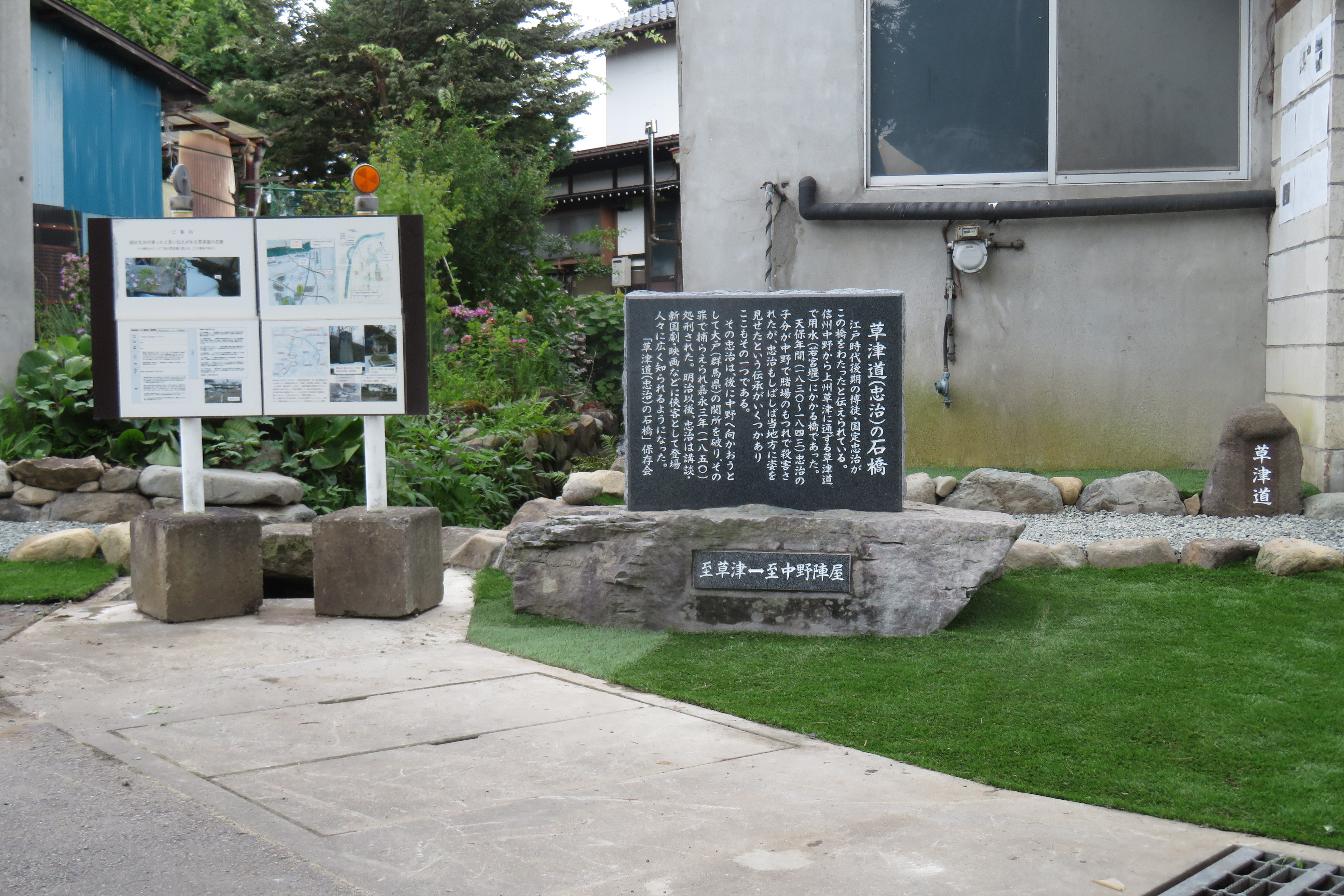
草津道（忠治）の石橋
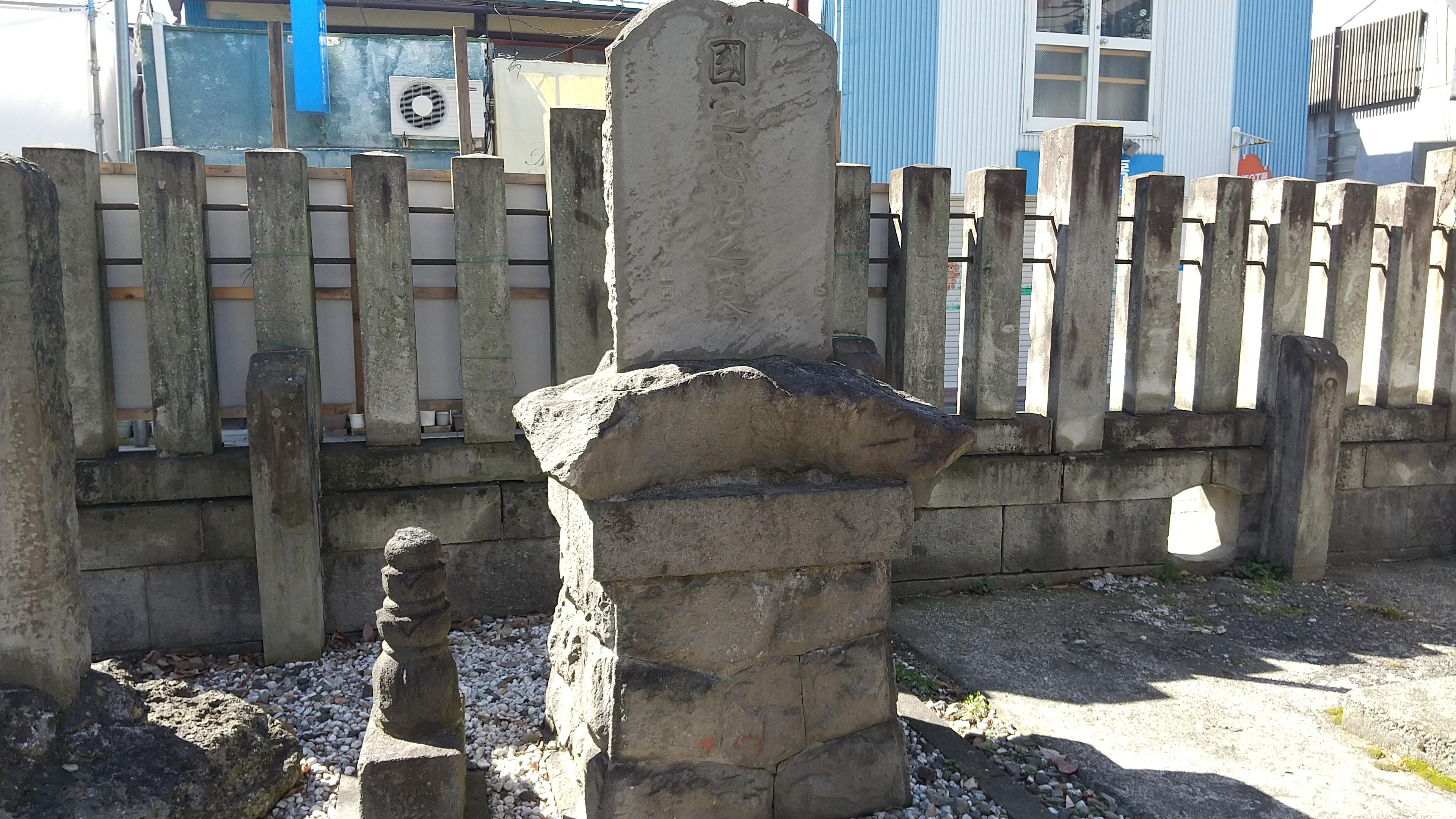
国定忠治の墓碑

## 逸話

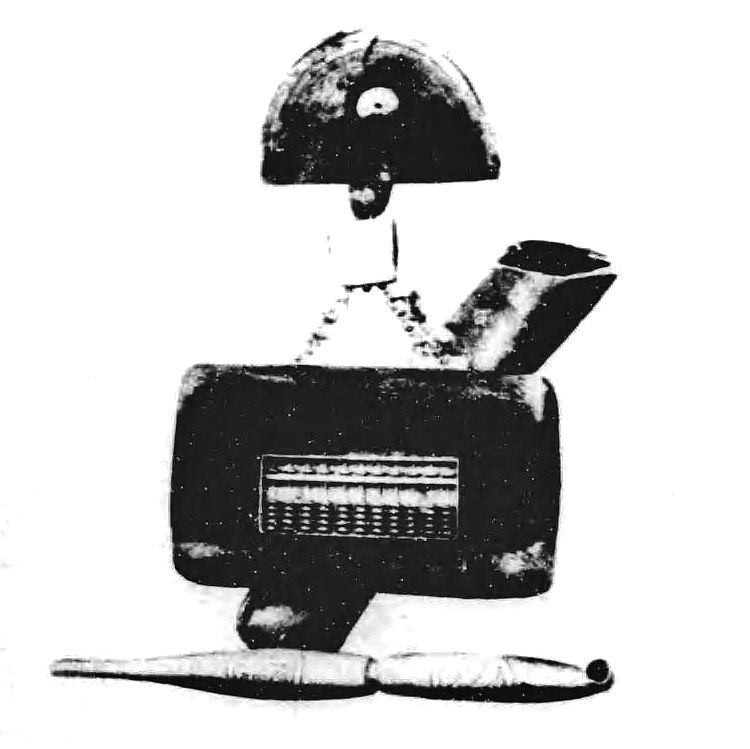
国定忠治のたばこ入れ
愛煙家であった忠治は、そろばんが付いた革製のたばこ入れを愛用していた。こうしたそろばん付きのたばこ入れは、往時の博徒らがよく使っていたという。

- 関東取締出役から下仁田の名主に回された人相書に忠治の容貌に関する以下の記録がある。「中丈、殊之外ふとり、顔丸ク鼻筋通り色白き方、髪大たぶさ、眉毛こく、其外常躰角力取体ニ相見候。」[18]
- 剣の腕前に自信があった忠治は当時日本一と評判の北辰一刀流へ道場破りとして乗り込み、真剣勝負で千葉周作と立ち合おうとするも忠治の構えから千葉は勝負の成り行きを見抜き早々にその場を立ち去る、荒立った忠治だったが門下生一同より諭されたことで命拾いしたと悟り道場を後にする。
- 逸話の多い人物であるが、遠州を西へ旅していた時に掛川の博徒で堂山の龍蔵というウルサ型の親分の世話にならず旅籠に泊まったことがあった。面子を潰したと龍蔵は激怒、命を取ろうと追いかけて前に立ちはだかったが、相手が龍蔵と確かめた忠治は顔色一つ変えずに「忠治の伊勢参りだ。共をするか」と台詞を残し去った。呆気にとられた龍蔵だがずっと後までこの忠治の度胸の良さと男振りを「忠治というのは偉い奴だ、偉い奴だと聞いてはいたが本当に偉い奴だった」と褒め称えたという。この逸話は山雨楼主人こと村本喜代作の『遠州侠客伝』に拠る。
- 信州に逃げている忠治が地元の親分の家にワラジを脱いだ際、親分の女房が「このごろ旅人が多くて遣り繰りが大変だ」と愚痴をこぼした。これを聞いた忠治は「俺は十五の時から貰い飯で育った。米の値段は分からねえ。それに生まれつき遠慮は知らねえ」と塩鮭一匹を丸々焼かせて、大きな黒椀で十数杯の飯をムリヤリに詰め込んで女房をドギマギさせたという話が残っている（出典は増田知哉の「清水次郎長とその周辺」1974）。
- 喧嘩にはめっぽう強く「国定忠治は鬼より怖い、にっこり笑って人を切る」と謳われた。
- なお忠治と島村の伊三郎、勘助の子孫らは「忠治だんべ会」[19]の仲裁により平成19年（2007年）6月2日の手打ち式で170年越しに和解した[20]。

## 国定忠治を主題とする作品

### 芝居
上述の通り新国劇、大衆演劇の定番である。新国劇では1919年（大正8年）の大阪弁天座『國定忠治』（脚本・行友李風）が初演。初演時の配役は以下の通り。
國定忠治 - 澤田正二郎

板割の浅太郎 - 田中介二

清水巌鉄 - 金井謹之助

高山定八 - 小川隆

日光円蔵 - 倉橋仙太郎

川田屋惣兵衛 - 中田正造

今日、伝わっている台本（『行友李風戯曲集』所収「極付 國定忠治」）では五幕七場で構成されているが、大井広介によれば『國定忠治』は通しで上演されることは珍しく、陰惨な後半は割愛され、二幕目「赤城天神山不動の森」から三幕目第三場「半郷の松並木」まで、あるいは「赤城天神山不動の森」だけということも多かったという。その「赤城天神山不動の森」での忠治の台詞「赤城の山も今夜を限り、生れ故郷の國定の村や、縄張りを捨て国を捨て、可愛い子分の手めえ達とも、別れ別れになる首途（かどで）だ」や「加賀の国の住人小松五郎義兼が鍛えた業物、万年溜の雪水に浄めて、俺にゃあ、生涯手めえという強い味方があったのだ」は歌舞伎の決め台詞ばりに普及して国定忠治のイメージを決定的にした。
大衆演劇では、2011年5月に、西条晃（現・曾我廼家晃）が、国定忠治の処刑場の場までの長編の芝居を上演した。また演歌歌手の公演でも演じられる。たとえば北島三郎の特別公演では、この話を劇に使ったことがある。

### 映画

#### 戦前
- 『実説国定忠治 雁の群』（1923年、松竹キネマ（蒲田撮影所））、野村芳亭監督、勝見庸太郎主演。[25]
- 『忠次旅日記』（1927年、日活大将軍撮影所）、伊藤大輔監督、大河内傳次郎主演。
- 『国定忠治』（1933年、千恵蔵プロ）、稲垣浩監督、片岡千恵蔵主演。子母澤寛の新聞小説の映画化。「主題歌」として淡谷のり子の歌と原作者子母澤作詞による中野忠晴の歌の両A面レコードが発売された。
- 『浅太郎赤城の唄』（1934年、松竹キネマ）、秋山耕作監督、高田浩吉主演。松竹キネマ初のトーキー。映画よりも東海林太郎の主題歌『赤城の子守唄』が大ヒットした。
- 『國定忠治 信州子守唄』（1936年、マキノトーキー製作所）、マキノ正博監督、月形龍之介主演。
- 『忠治血笑記』（1936年、マキノトーキー製作所）、久保為義・マキノ正博共同監督、葉山純之輔主演。
- 『忠治活殺剱』（1936年、マキノトーキー製作所）、久保為義・マキノ正博共同監督、清水英太朗主演。

#### 戦後作品
- 『国定忠治』（1946年、大映）- 松田定次監督、阪東妻三郎主演。
- 『国定忠治』（1954年、日活）- 滝沢英輔監督、辰巳柳太郎主演。（辰巳版忠治は新国劇の看板演目だった）
- 『赤城の血煙 国定忠治』（1957年、松竹）- 子母澤寛原作、福田晴一監督、高田浩吉主演。
- 『国定忠治』（1958年、東映）- 行友李風原作、松田定次監督、片岡千恵蔵主演。
- 『国定忠治』（1960年、東宝）- 谷口千吉監督、新藤兼人脚本、三船敏郎主演。
- 『浪曲国定忠治 赤城の子守唄 血煙り信州路』（1960年、第二東映）- 冬島泰三監督、若杉恵之介主演。

### 小説

#### 長編小説
- 『国定忠治』ｰ 平井晚村（大日本雄弁会、1916年）
- 『国定忠治』ｰ 子母沢寛（改造社、1933年）
- 『国定忠次』- 長谷川伸（江戸書院、1947年）
- 『新説国定忠治』- 檀一雄（筑摩書房、1961年）
- 『私説国定忠治』- 笹沢佐保（中央公論社、1973年）
- 『白い花が裸身に散る：新赤城録・国定忠治伝』- 武智鉄二（桃園書房、1976年）
- 『天保・国定忠治無頼録』- 笹沢佐保（祥伝社、1989年）
- 『国定忠治』ｰ 津本陽（光文社、2006年）

#### 短編小説
- 「入れ札」ｰ 菊池寛（『「中央公論』1921年11月号）[26]
- 「惨侠」- 生島治郎（『小説NON』1990年5月号）

### 歌
- 八木節
- 東海林太郎 -『赤城の子守唄』（1934年）、『忠治子守唄』（1938年）、『名月赤城山』（1939年）、『さらば赤城よ』（1947年）

### ドラマ
- 座頭市物語 -第16話『赤城おろし』（1975年）原作：子母澤寛、演：辰巳柳太郎
- 天下堂々 ｰ（1973年〜1974年）演：山谷初男
- 忠治旅日記 -（1992年）演：北大路欣也